# Smith-Wolke

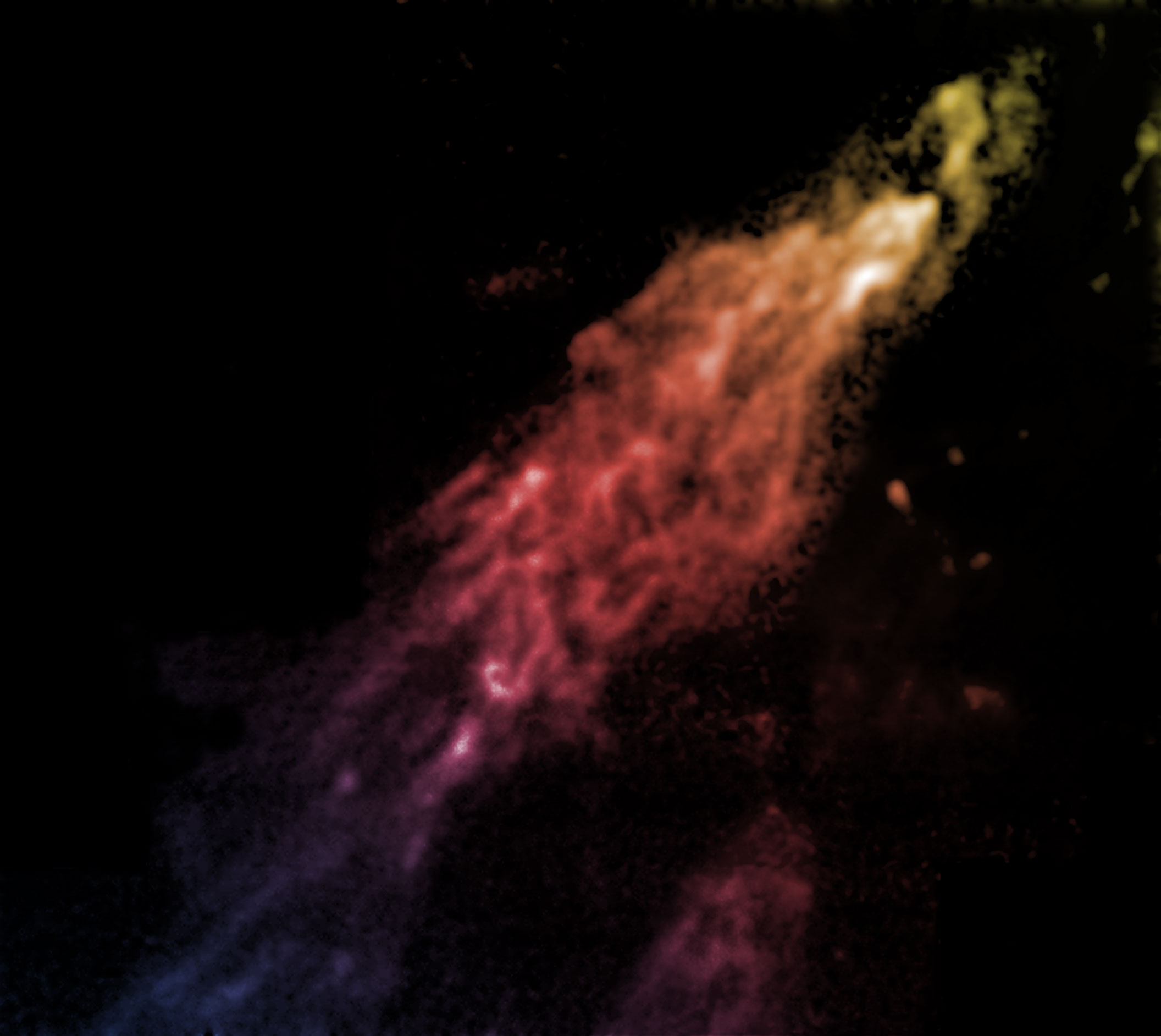
Die Smith-Wolke aufgenommen von Green Bank Telescope 2008

Die Smith-Wolke (nach der Astronomin Gail Bieger, geborene Smith, welche sie 1963 als Astronomiestudentin an der Universität Leiden in den Niederlanden entdeckte) ist eine interstellare Hochgeschwindigkeitswolke aus Wasserstoffgas mit einer Masse von rund einer Million Sonnenmassen.
Die Wolke ist 11.000 Lichtjahre lang, 2.300 Lichtjahre breit und ca. 8.000 Lichtjahre von der Scheibe der Milchstraße entfernt. Sie erstreckt sich über einen Winkel von etwa 10 bis 12 Grad am Himmel, was etwa so breit ist wie das Sternbild Orion oder das 20fache des Durchmessers des Vollmondes. Allerdings ist sie wegen ihrer geringen Helligkeit mit dem bloßen Auge nicht sichtbar.
Im Januar 2008 wurde bekannt gegeben, dass sich die Wolke mit einer Geschwindigkeit von 240 Kilometern pro Sekunde in Richtung der Scheibe der Milchstraße bewegt und dass zu erwarten ist, dass sie in 20 bis 40 Millionen Jahren mit der Milchstraße kollidieren wird. Dies wird in einem 45°-Winkel zu einem Punkt im Perseusarm, etwa ein Viertel des Weges um die Milchstraße von der Erde, erfolgen und die Entstehung vieler neuer Sterne nach sich ziehen (Star-Burst).